# Brewster Shaw
Brewster Hopkinson Shaw, Jr. (Cass City, 16 mei 1945) is een Amerikaans voormalig ruimtevaarder. Shaws eerste ruimtevlucht was STS-9 met de spaceshuttle Columbia en vond plaats op 28 november 1983. Tijdens de missie werd wetenschappelijk onderzoek gedaan in de Spacelab module.
In totaal heeft Shaw drie ruimtevluchten op zijn naam staan. In 1989 verliet hij NASA en ging hij als astronaut met pensioen.